# 캘리포니아 주행시험장
미국 캘리포니아 모하비 사막 서쪽에 위치한 현대차그룹의 주행시험장. 모하비 사막에 위치하고 있어 모하비 주행시험장이라고도 한다.

## 1. 구성

### 1. 주행성능
10.3km의 타원형 3차로 트랙의 '고속주회로'는 미국 고속도로를 모사했다. 이곳 주행시험장에서 가장 규모가 크며 시속 200km로 주행하는 시험을 할 수 있다. 차 1대당 3만 마일(약 4만 8,000km)을 4000바퀴 넘게 달려야 시험을 통과 한다고 한다.

### 2. 재료환경내구시설
차량 부품이 더위에 어떤 영향을 받는지 시험하는 곳으로 태양광과 태양열에 받는 영향을 측정한다. 범퍼, 헤드램프, 자율주행 센서, 대시보드, 시트 등 내외장 부품을 오랜 시간 노출해 색상과 재질 변질을 보기 위해 마련됐다.

#### 3. 승차감과 핸들링
'범용시험로’, ‘승차감·소음시험로’, ‘핸들링시험로’ 등이 있는데 핸들링시험로는 총 길이 5km 급커브 구간과 8% 경사 언덕이라 산악지형이 많은 곳에서 필요한 테스트다.
5.3km의 길이에 2~12% 경사로로 이뤄진 장등판시험로는 구동계의 등판성능 시험이 이뤄진다. 경사로에서 멈춤/출발을 반복하며 전기차의 가속성능을 시험하고 있다.
'승차감·소음시험로’는 LA 프리웨이를 재현했다.

### 4. 구동력 제어 시스템(TCS)
모래길, 자갈길, 아스팔트 둔덕 등 다양한 노면이 있다.
1. ↑  “인포그래픽”. 2024년 8월 23일에 확인함.